# Matthias Frey (Musiker)
Matthias Frey (* 4. Mai 1956 in Wiesbaden) ist ein deutscher Pianist und Keyboarder der Fusionmusik und Komponist von Filmmusiken.

## Leben und Wirken
Frey, der sich als Kind das Klavierspiel selbst beibrachte, bevor er auf die Hammondorgel wechselte, spielte ab dem vierzehnten Lebensjahr mit eigenen Bands, mit denen er im Rhein-Main-Gebiet auftrat. Später studierte er Musikpädagogik. 1976 präsentierte er sein erstes Album „PSI Rock Jazz“, bevor er ein akustisches Trio mit dem aus der Klassik kommenden Cellisten Wolfgang Tiepold und dem Perkussionisten Michael Thierfelder gründete. Beim Festival von San Sebastian schaffte die Gruppe den Durchbruch und Frey erhielt den ersten Preis als Solist. Nach Ansicht von Joachim-Ernst Berendt handelte es sich um die „wichtigste neue Gruppe, die in den letzten Jahren auf der deutschen Szene bekannt wurde“. 1980 wurde das Trio mit einem weiteren Perkussionisten, Stefan Lang, zum Quartett erweitert und trat auf zahlreichen Festivals wie Jazz Ost-West, dem Deutschen Jazzfestival Frankfurt und den Berliner Jazztagen (Mitschnitt „Colibry“) auf.
1981 begann Frey daneben im Duo mit Trilok Gurtu zu arbeiten. Im Trio mit Gurtu und Tiepold ging er im Auftrag des Goethe-Instituts auf Tournee durch Afrika und den Nahen Osten. Weiterhin trat er mit Bernd Konrad, Lauren Newton, den „German All Stars“, Jack Bruce und Curt Cress sowie im Trio mit den Gitarristen Toto Blanke und Rudolf Dašek auf. Dann wechselte Christoph Haberer ins Trio mit ihm und Tiepold; auch trat er als Solist auf,  bildete ein neues Quintett und realisierte ein Jazz-und-Lyrik-Projekt mit nigerianischen Schriftsteller Wole Soyinka. Mit Büdi Siebert und Ramesh Shotham bildete er 2001 das Trio TRI. In den letzten Jahren konzentrierte sich der auf dem „Apfelhof“ in Bärbach lebende Musiker auf weltmusikalische Projekte.
Frey komponierte zahlreiche Filmmusiken sowie 1988 ein großes Klavierkonzert, das er im Rahmen der Ruhrfestspiele uraufführte. Für die Musik zum Spielfilm „Warten ist der Tod“ von Hartmut Schoen wurde er im Jahr 2000 für den Deutschen Fernsehpreis in der Sparte „Beste Musik“ nominiert; seine Musik zum Spielfilm „Die Mauer – Berlin ’61“ wurde 2007 für einen Emmy nominiert.

## Diskografie
| - 1977 Horizonte - 1979 Ziyada - 1980 Sandhya - 1981 Colibry - 1983 Onyx - 1984 Inversion - 1985 Ohrjazzter - 1986 Secret Ingredients - 1988 Y - 1991 Frequency of Vision | - 1994 Liquid Crystal - 1998 Trails and Traces - 1999 Tri - 2002 The Time Within - 2004 Feng Shui - 2004 Voyage Oriental - 2005 Five Elements - 2005 Nightfire - 2008 Bazaar Oriental - 2009 Both Side Of Life |

## Filmografie
| - 1982: Assunta - 1984: Ferdinand der Tintenfisch / Sendung mit der Maus - 1987: Alarm für HP 1 - 1987: Die Potse - 1987: Das runde Ding vom Odenwald - 1988: Mondmenschen - 1989: Der letzte Gast - 1989: Unsichtbare Mauern - 1996: Tatort – Schlaflose Nächte - 1997: Mit mir nicht! Welsers Fälle (Maria von Welser) - 1997: Treffpunkt - 1997: Sport am Montag - 1997: Liebesfeuer - 1998: Ländersache - 1999: Schätze der Welt – Abu Mena - 1999: Sphinx – Richard Löwenherz - 1999: Warten ist der Tod - 2000: Vom Küssen und vom Fliegen - 2001: Kupferberg | - 2002: Geschichte der Weltausstellung - 2002: Gefährliche Nähe und du ahnst nichts - 2003: Die Königinnen vom Nil - 2003: Zuckerbrot - 2004: Das Apfelbaumhaus - 2004: Die Hochzeitsreise - 2005: Alaska – Traumland im Norden - 2005: Tsunami – Eine Welle erschüttert die Welt - 2005: Der Grenzer und das Mädchen - 2006: Die Mauer – Berlin 61 - 2008: Auf verwehten Spuren – Durch die Wildnis Alaskas - 2008: Antarktis – Überwintern im ewigen Eis - 2008: Terra X – Wilder Planet – Alarm am Vesuv - 2008: Terra X – Wilder Planet: Tokio – Das große Beben - 2008: Oliver Kahn und die Liebe zum Fußball - 2008: Wilder Planet – Extremwetter über Europa - 2011: In den besten Jahren - 2015: Tatort – Spielverderber |